# Bulbophyllum levanae
Bulbophyllum levanae là một loài phong lan thuộc chi Bulbophyllum.